# Tom & Dick
Tom & Dick was de naam van het cabareteske duo Tom Poederbach (Amsterdam, 1943) en Dick Swaneveld (Vlaardingen, 1944). In het begin heeft ook de diskjockey Anton van de Berkt kort deel uitgemaakt van de band.
Het duo werd bekend door enkele Nederlandstalige hits, eerst onder de naam Tom & Dick v/h Poody. Met hun single Terug Naar De Natuur (nog onder de naam Poody and the roaring seven) zijn ze een aantal keer op televisie geweest, onder andere bij het programma Mies en scène van Mies Bouwman. Hierna volgde snel de omdoop tot het kortere Tom & Dick. 
In 1968 nam het duo de single Wijn Moet Er Bij Zijn op, naar aanleiding van een opdrachtje voor het VARA-tv-programma "Zomaar een zomeravond". Het nummer leverde het duo een bescheiden hitje op.
In 1969 had het duo hun grootste hit met de shanty-parodie Bloody Mary. De komische tekst ervan gaat over een ruige pirate die echter niet kon zwemmen. Het nummer kwam op 30 augustus binnen op nummer 22 in de Nederlandse Top 40 en stond drie weken op nummer één. In de Hilversum 3 Top 30 stond het lied twaalf weken genoteerd, waarvan drie weken op nummer één. In hetzelfde jaar verscheen het op de lp Bloody Mary En De Rest.
Niet lang na deze hit sloten Tom & Dick zich aan bij producer Peter Koelewijn. Met hem namen ze twee nieuwe singles op, Ome Janus en het dienstlied Ik Kan Echt Geen Dag Meer Wachten. De laatste haalde in 1970 de hitlijsten, maar nooit wist het duo meer het succes van Bloody Mary te evenaren. 
Poederbach en Swaneveld waren ten tijde van Bloody Mary in dienst bij de NTS, de huidige NOS als filmcutter respectievelijk geluidstechnicus. Poederbach is momenteel regisseur en cameraman en Swaneveld is eigenaar van een bedrijf in professionele geluidsapparatuur. 

## Discografie

### Singles
| Single met eventuele hitnotering(en) in de Nederlandse Top 40 | Datum van verschijnen | Datum van binnenkomst | Hoogste positie | Aantal weken | Opmerkingen                |
| ------------------------------------------------------------- | --------------------- | --------------------- | --------------- | ------------ | -------------------------- |
| Bloody Mary                                                   | 1969                  | 30-08-1969            | 1(3wk)          | 14           | Nr. 1 in de Single Top 100 |
| Ik Kan Echt Geen Dag Meer Wachten                             | 1969                  | 10-01-1970            | 30              | 3            |                            |
| Ouwe Hein (Martha)                                            | 1971                  |                       | tip24           |              |                            |